# Hôtel de ville de Bruges
L'hôtel de ville de Bruges se trouve sur la place du Bourg, à Bruges, et a été construit autour de 1400.

## Histoire
Après un incendie du beffroi en 1280, la vieille ghyselhuus de la place du Bourg, ancienne prison inutilisée, devient le nouveau lieu de rencontre des échevins de la ville. En 1376, il est démoli sous les ordres du comte Louis de Mâle pour construire l'actuel hôtel de ville. C'est la première maison communale d'importance de style gothique tardif en Flandre et dans le Brabant. L'architecture civile de la ville de Bruges a été fortement influencée par la façade. La célèbre travée qui voit des fenêtres superposées était une première au moment de sa réalisation.

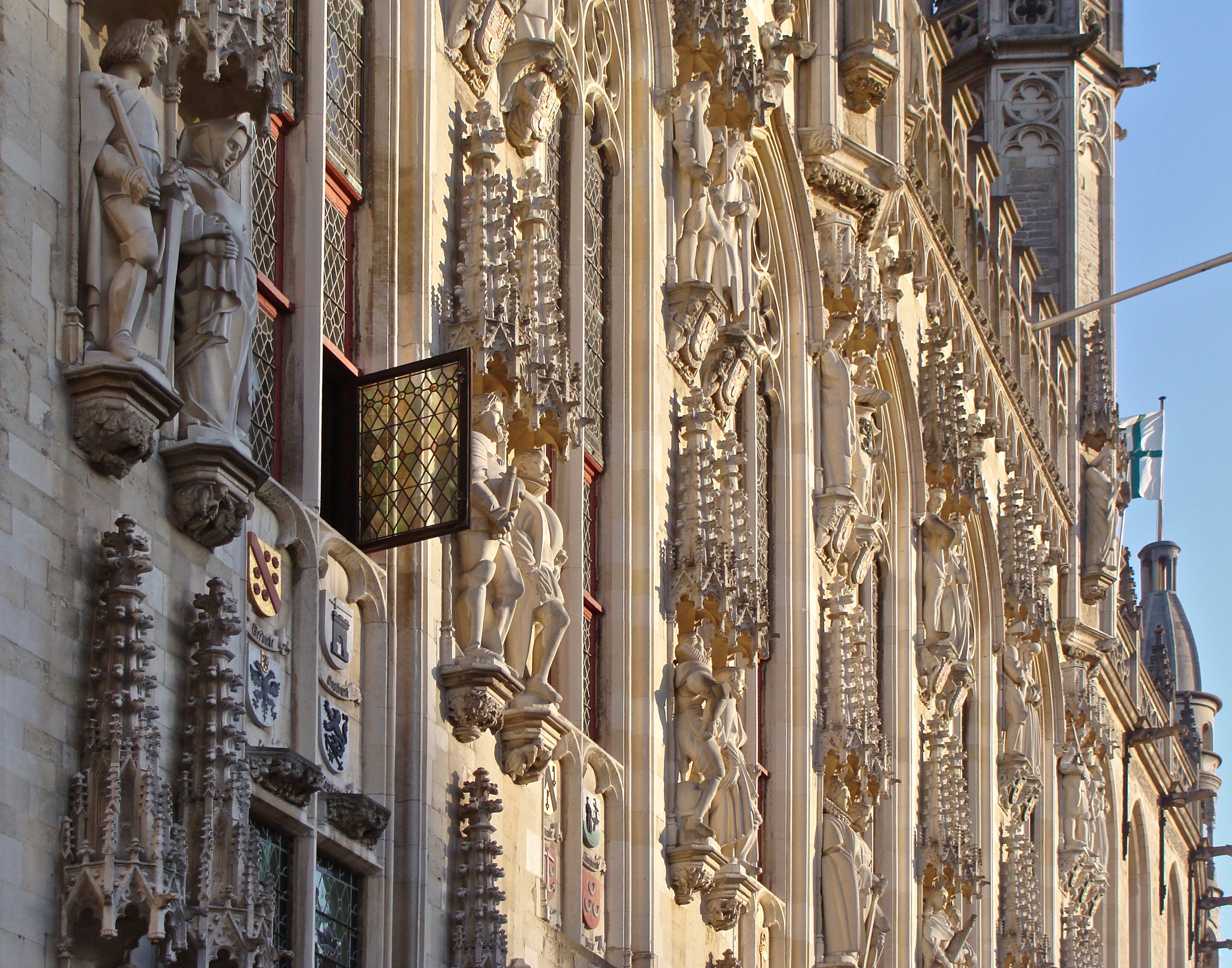
Un détail de la façade.

Beaucoup de verrières et de baldaquins ont été détruits à la suite de la Révolution française.
Après un incendie en 1887, l'intérieur de l'hôtel de ville est en mauvais état. Entre 1895 et 1905, l'architecte Louis Delacenserie et l'artiste Jean-Baptiste Bethune, prennent en charge la rénovation. La pettie et la grande salle des échevins (schepenzaal) sont fusionnées en une seule « salle gothique » (gotische zaal).  Les clés de voûte comprennent des illustrations issues du Nouveau Testament, des prophètes, des évangélistes et des saints. Les corbeaux, qui soutiennent l'ensemble, sont décorés avec des thématiques représentations des saisons, des mois et des éléments. Sur les murs furent peintes des scènes de l'histoire par l'artiste Albrecht De Vriendt.

## Galerie

Salle gothique
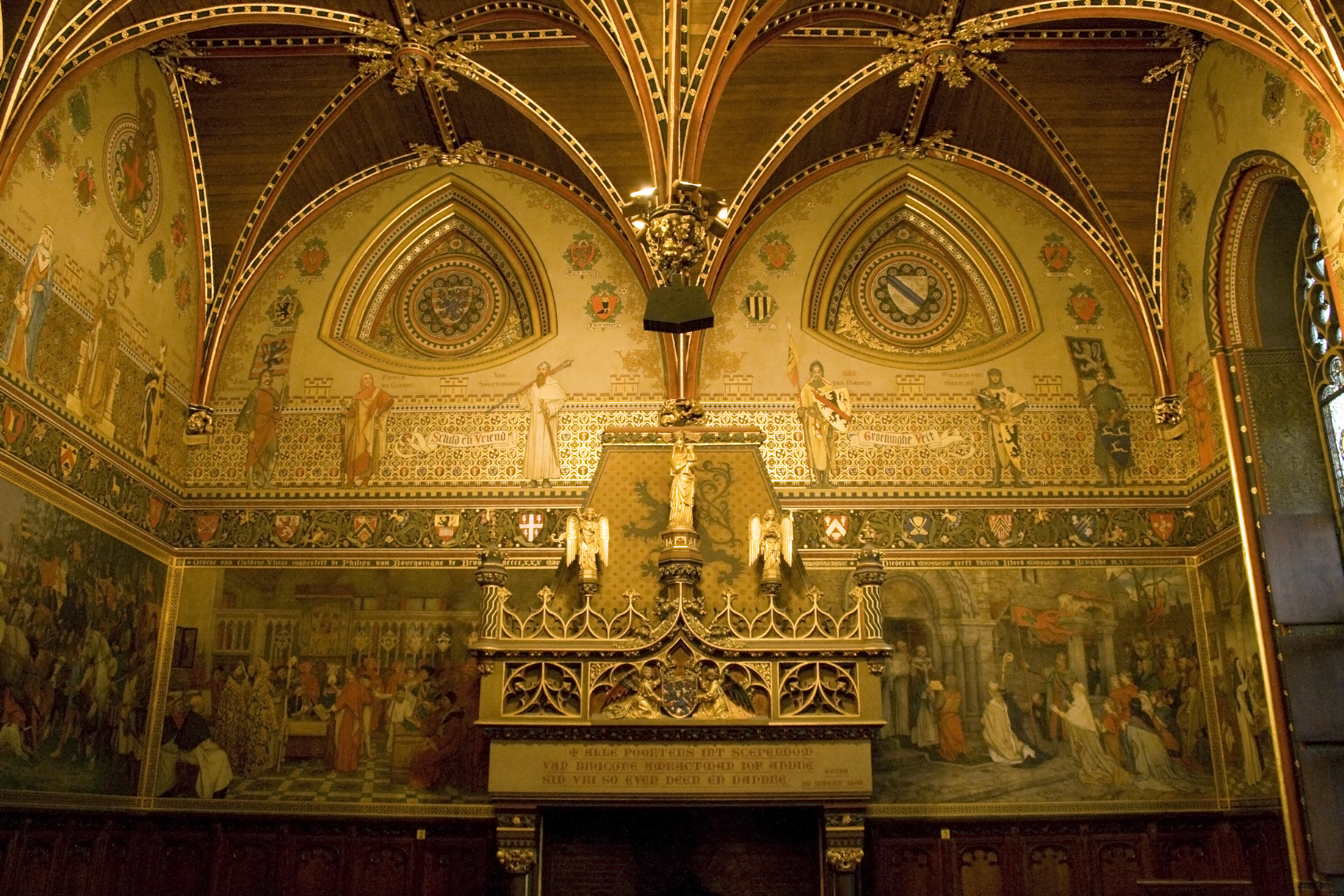
Mur occidental
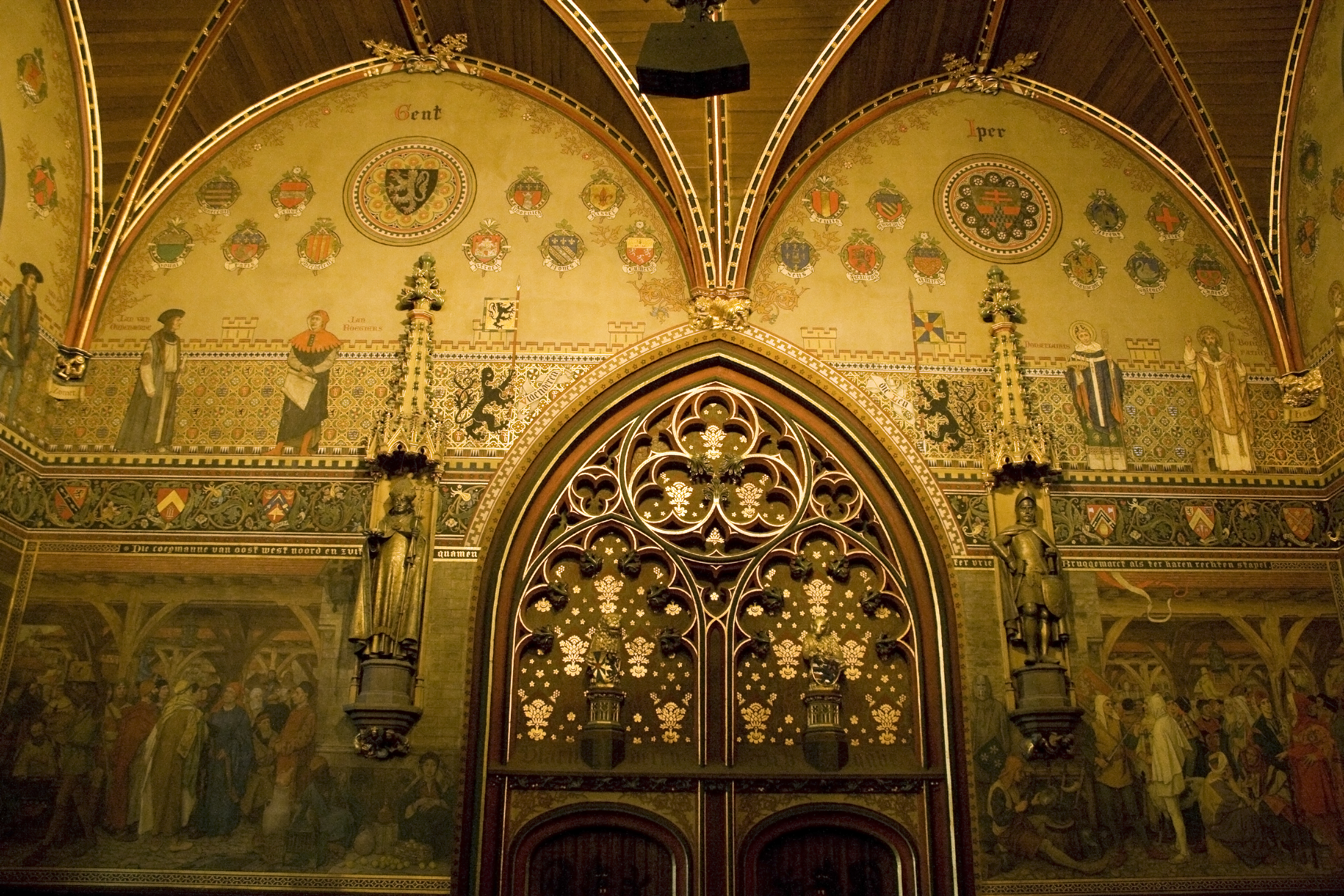
Mur oriental
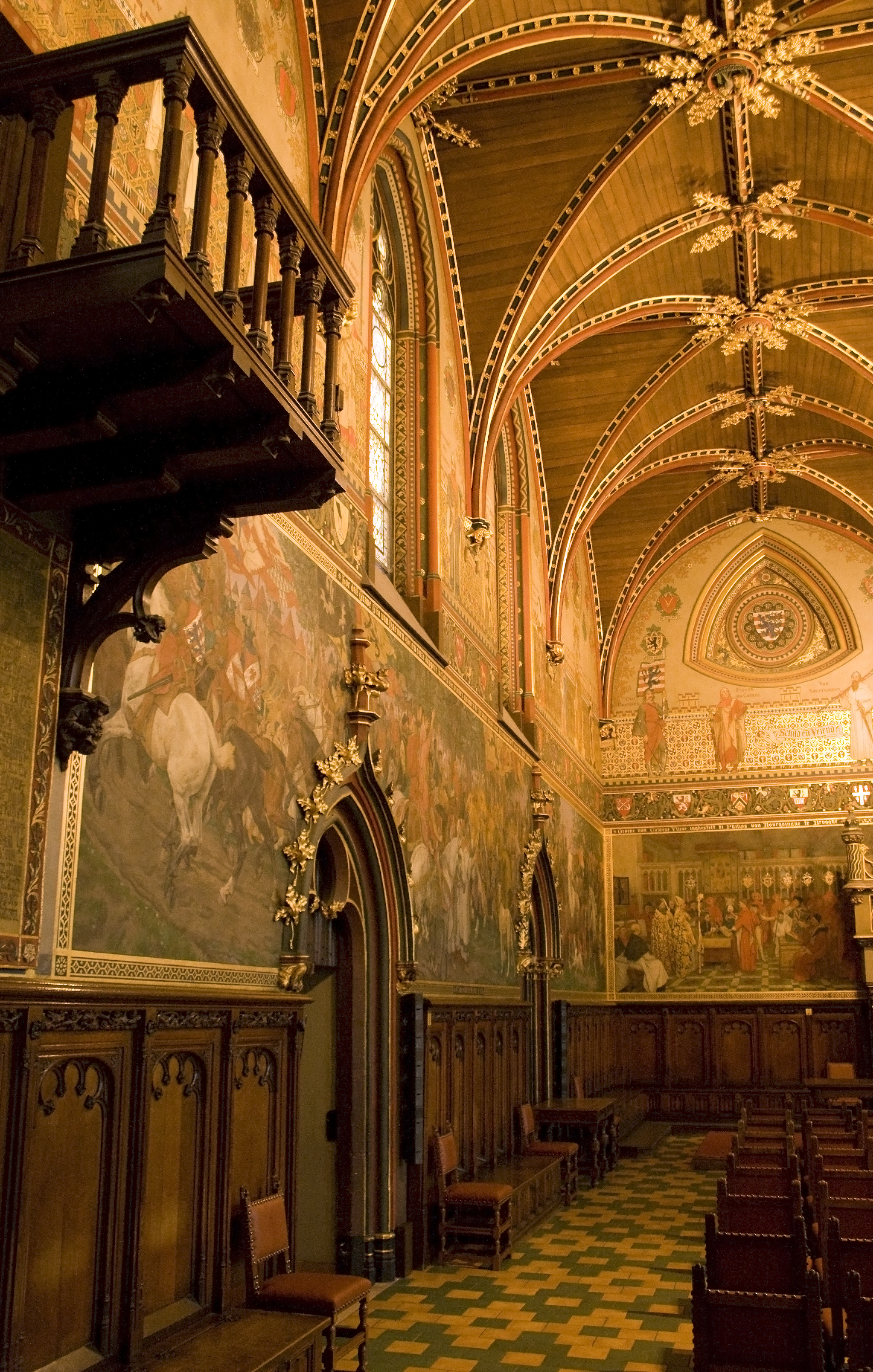
Mur austral
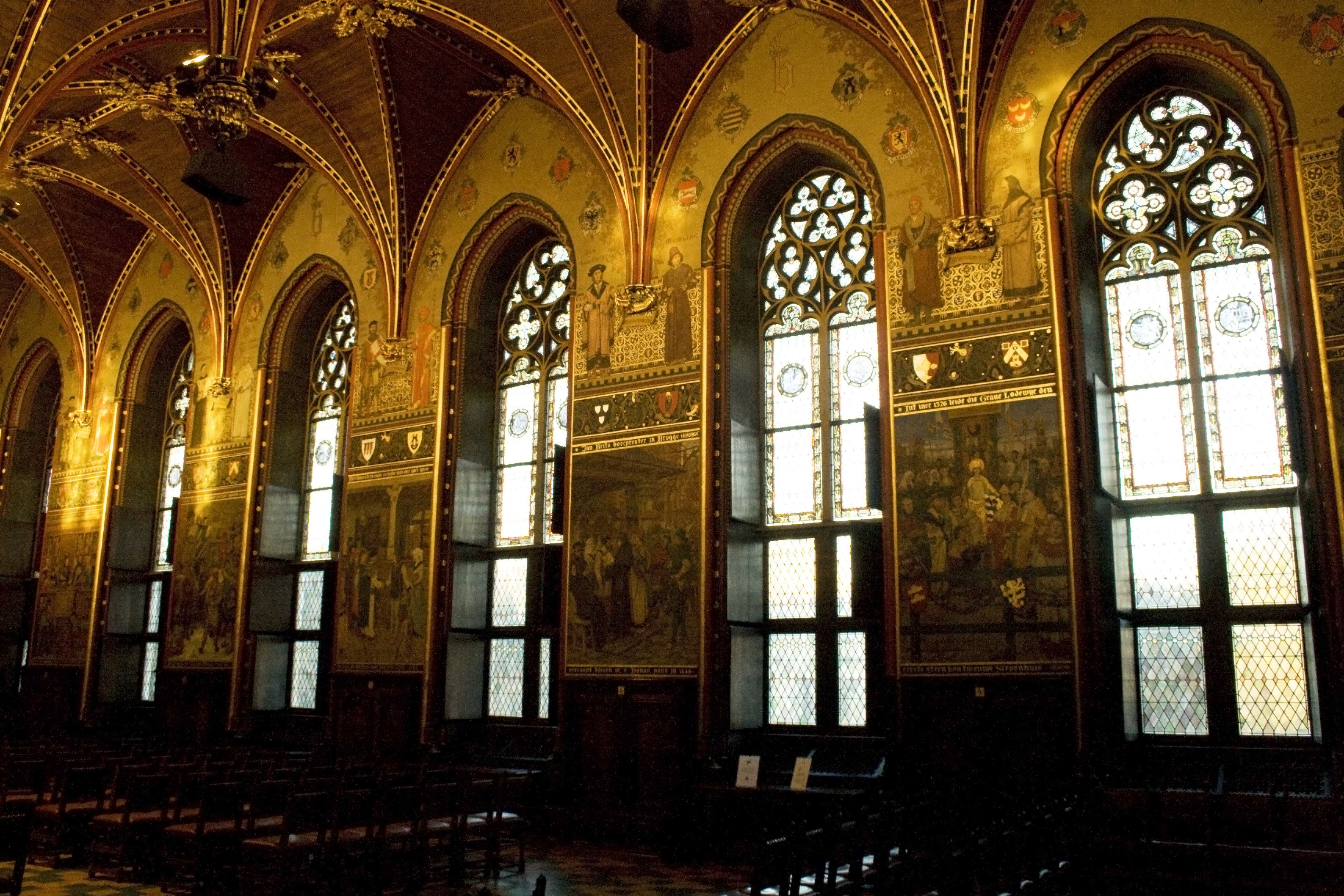
Mur septentrional
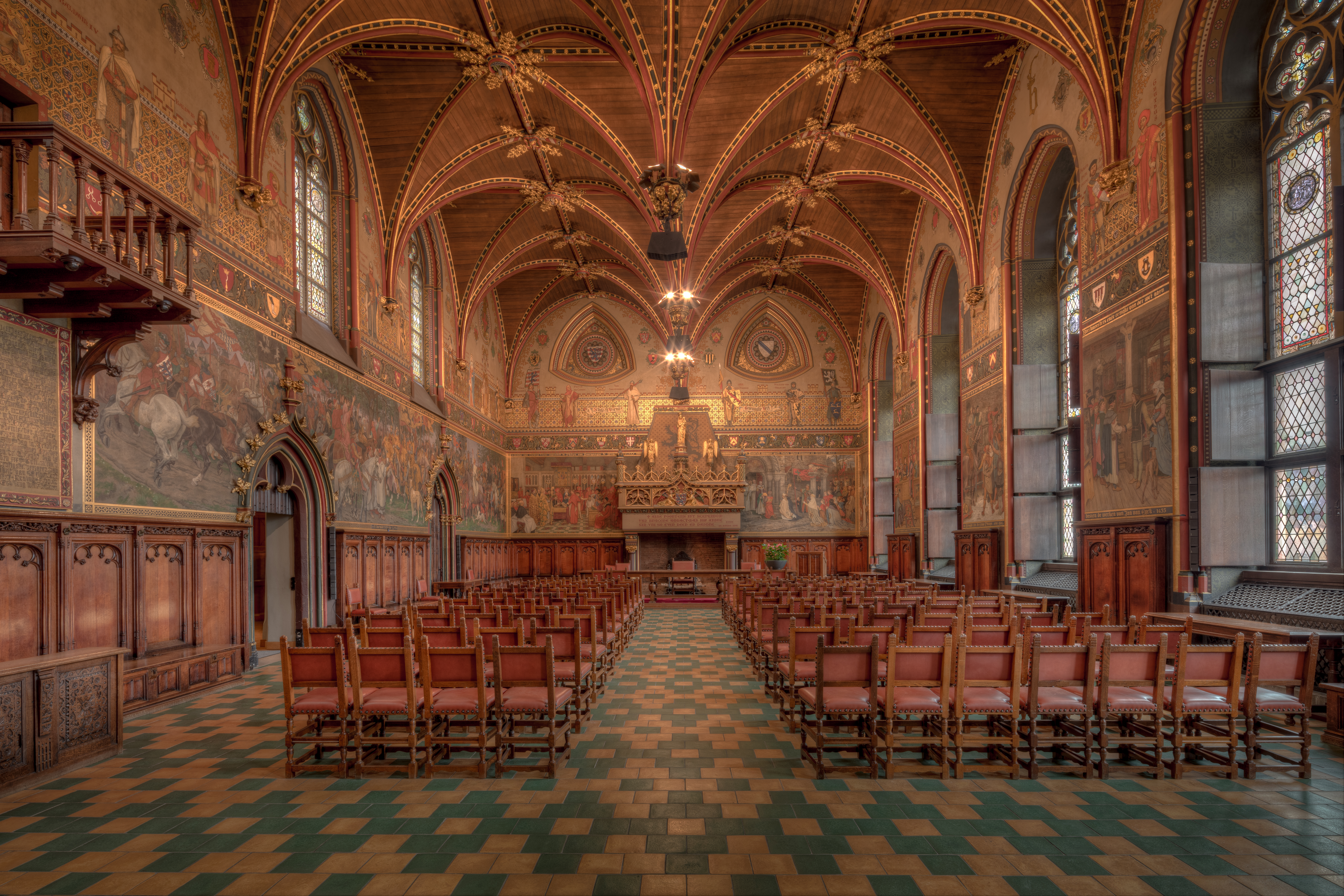
Le hall.